# Seznam olympijských medailistů v boxu
Tato je seznam olympijských medailistů v boxu na LOH.

## Muší váha
| Rok       | Kategorie             | Zlato                                          | Stříbro                                             | Bronz                                           | Bronz                                       |
| --------- | --------------------- | ---------------------------------------------- | --------------------------------------------------- | ----------------------------------------------- | ------------------------------------------- |
| LOH 1904  | do 47.6kg             | George Finnegan · Spojené státy americké (USA) | Miles Burke · Spojené státy americké (USA)          | nebyla udělena                                  | nebyla udělena                              |
| 1906-1912 | nebyl na programu LOH | nebyl na programu LOH                          | nebyl na programu LOH                               | nebyl na programu LOH                           | nebyl na programu LOH                       |
| LOH 1920  | do 50.8kg             | Frankie Genaro · Spojené státy americké (USA)  | Anders Petersen · Dánsko (DEN)                      | William Cuthbertson · Velká Británie (GBR)      | William Cuthbertson · Velká Británie (GBR)  |
| LOH 1924  | do 50.8kg             | Fidel LaBarba · Spojené státy americké (USA)   | James McKenzie · Velká Británie (GBR)               | Raymond Fee · Spojené státy americké (USA)      | Raymond Fee · Spojené státy americké (USA)  |
| LOH 1928  | do 50.8kg             | Antal Kocsis · Maďarsko (HUN)                  | Armand Apell · Francie (FRA)                        | Carlo Cavagnoli · Itálie (ITA)                  | Carlo Cavagnoli · Itálie (ITA)              |
| LOH 1932  | do 50.8kg             | István Énekes · Maďarsko (HUN)                 | Francisco Cabañas · Mexiko (MEX)                    | Louis Salica · Spojené státy americké (USA)     | Louis Salica · Spojené státy americké (USA) |
| LOH 1936  | do 50.8kg             | Willy Kaiser · Německo (GER)                   | Gavino Matta · Itálie (ITA)                         | Louis Laurie · Spojené státy americké (USA)     | Louis Laurie · Spojené státy americké (USA) |
| LOH 1948  | do 51kg               | Pascual Pérez · Argentina (ARG)                | Spartaco Bandinelli · Itálie (ITA)                  | Han Soo-Ann · Jižní Korea (KOR)                 | Han Soo-Ann · Jižní Korea (KOR)             |
| LOH 1952  | do 51kg               | Nate Brooks · Spojené státy americké (USA)     | Edgar Basel · Německo (GER)                         | Anatolij Bulakov · Sovětský svaz (URS)          | Willie Toweel · Jihoafrická unie (RSA)      |
| LOH 1956  | do 51kg               | Terence Spinks · Velká Británie (GBR)          | Mircea Dobrescu · Rumunsko (ROU)                    | John Caldwell · Irsko (IRL)                     | René Libeer · Francie (FRA)                 |
| LOH 1960  | do 51kg               | Gyula Török · Maďarsko (HUN)                   | Sergej Sivko · Sovětský svaz (URS)                  | Abdel Moneim El-Guindi · Egypt (EGY)            | Kiyoshi Tanabe · Japonsko (JPN)             |
| LOH 1964  | do 51kg               | Fernando Atzori · Itálie (ITA)                 | Artur Olech · Polsko (POL)                          | Robert Carmody · Spojené státy americké (USA)   | Stanislav Sorokin · Sovětský svaz (URS)     |
| LOH 1968  | do 51kg               | Ricardo Delgado · Mexiko (MEX)                 | Artur Olech · Polsko (POL)                          | Servílio de Oliveira · Brazílie (BRA)           | Leo Rwabwogo · Uganda (UGA)                 |
| LOH 1972  | do 51kg               | Georgi Kostadinov · Bulharsko (BUL)            | Leo Rwabwogo · Uganda (UGA)                         | Leszek Blazynski · Polsko (POL)                 | Douglas Rodríguez · Kuba (CUB)              |
| LOH 1976  | do 51kg               | Leo Randolph · Spojené státy americké (USA)    | Ramón Duvalón · Kuba (CUB)                          | Leszek Blazynski · Polsko (POL)                 | David Torosjan · Sovětský svaz (URS)        |
| LOH 1980  | do 51kg               | Petar Lesov · Bulharsko (BUL)                  | Viktor Mirošničenko · Sovětský svaz (URS)           | Hugh Russell · Irsko (IRL)                      | János Váradi · Maďarsko (HUN)               |
| LOH 1984  | do 51kg               | Steve McCrory · Spojené státy americké (USA)   | Redzep Redzepovski · Jugoslávie (YUG)               | Ibrahim Bilali · Keňa (KEN)                     | Eyüp Can · Turecko (TUR)                    |
| LOH 1988  | do 51kg               | Kim Kwang-Sun · Jižní Korea (KOR)              | Andreas Tews · Německá demokratická republika (GDR) | Mario González · Mexiko (MEX)                   | Timofej Skrjabin · Sovětský svaz (URS)      |
| LOH 1992  | do 51kg               | Choi Chol-Su · Severní Korea (PRK)             | Raúl González · Kuba (CUB)                          | Tim Austin · Spojené státy americké (USA)       | István Kovács · Maďarsko (HUN)              |
| LOH 1996  | do 51kg               | Maikro Romero · Kuba (CUB)                     | Bulat Jumadilov · Kazachstán (KAZ)                  | Zoltan Lunka · Německo (GER)                    | Albert Pakejev · Rusko (RUS)                |
| LOH 2000  | do 51kg               | Wijan Ponlid · Thajsko (THA)                   | Bulat Jumadilov · Kazachstán (KAZ)                  | Wladimir Sidorenko · Ukrajina (UKR)             | Jérôme Thomas · Francie (FRA)               |
| LOH 2004  | do 51kg               | Yuriorkis Gamboa · Kuba (CUB)                  | Jérôme Thomas · Francie (FRA)                       | Rustamhodza Rahimov · Německo (GER)             | Fuad Aslanov · Ázerbájdžán (AZE)            |
| LOH 2008  | do 51kg               | Somjit Jongjohor · Thajsko (THA)               | Andry Laffita · Kuba (CUB)                          | Vincenzo Picardi · Itálie (ITA)                 | Georgy Balakshin · Rusko (RUS)              |
| LOH 2012  | do 52kg               | Robeisy Ramírez · Kuba (CUB)                   | Nyambayaryn Tögstsogt · Mongolsko (MGL)             | Misha Aloyan · Rusko (RUS)                      | Michael Conlan · Irsko (IRL)                |
| LOH 2016  | do 52kg               | Shakhobidin Zoirov · Uzbekistán (UZB)          | Misha Aloyan · Rusko (RUS)                          | Yoel Finol · Venezuela (VEN)                    | Hu Jianguan · Čína (CHN)                    |
| LOH 2020  | do 52kg               | Galal Yafai · Velká Británie (GBR)             | Carlo Paalam · Filipíny (PHI)                       | Saken Bibossinov · Kazachstán (KAZ)             | Ryomei Tanaka · Japonsko (JPN)              |
| LOH 2024  | do 51kg               | Hasanboy Dusmatov · Uzbekistán (UZB)           | Billal Bennama · Francie (FRA)                      | Junior Alcántara · Dominikánská republika (DOM) | Daniel Varela de Pina · Kapverdy (CPV)      |

## Pérová váha
| Rok       | Kategorie              | Zlato                                            | Stříbro                                                   | Bronz                                            | Bronz                                                |
| --------- | ---------------------- | ------------------------------------------------ | --------------------------------------------------------- | ------------------------------------------------ | ---------------------------------------------------- |
| LOH 1904  | do 56.7kg              | Oliver Kirk · Spojené státy americké (USA)       | Frank Haller · Spojené státy americké (USA)               | Frederick Gilmore · Spojené státy americké (USA) | Frederick Gilmore · Spojené státy americké (USA)     |
| LOH 1908  | do 57.2kg              | Richard Gunn · Velká Británie (GBR)              | Charles Morris · Velká Británie (GBR)                     | Hugh Roddin · Velká Británie (GBR)               | Hugh Roddin · Velká Británie (GBR)                   |
| LOH 1912  | nebyl na programu LOH  | nebyl na programu LOH                            | nebyl na programu LOH                                     | nebyl na programu LOH                            | nebyl na programu LOH                                |
| LOH 1920  | do 57.2kg              | Paul Fritsch · Francie (FRA)                     | Jean Gachet · Francie (FRA)                               | Edoardo Garzena · Itálie (ITA)                   | Edoardo Garzena · Itálie (ITA)                       |
| LOH 1924  | do 57.2kg              | Jackie Fields · Spojené státy americké (USA)     | Joseph Salas · Spojené státy americké (USA)               | Pedro Quartucci · Argentina (ARG)                | Pedro Quartucci · Argentina (ARG)                    |
| LOH 1928  | do 57.2kg              | Bep van Klaveren · Nizozemsko (NED)              | Víctor Peralta · Argentina (ARG)                          | Harold Devine · Spojené státy americké (USA)     | Harold Devine · Spojené státy americké (USA)         |
| LOH 1932  | do 57.2kg              | Carmelo Robledo · Argentina (ARG)                | Josef Schleinkofer · Německo (GER)                        | Allan Carlsson · Švédsko (SWE)                   | Allan Carlsson · Švédsko (SWE)                       |
| LOH 1936  | do 57.2kg              | Oscar Casanovas · Argentina (ARG)                | Charles Catterall · Jihoafrická unie (RSA)                | Josef Miner · Německo (GER)                      | Josef Miner · Německo (GER)                          |
| LOH 1948  | do 58kg                | Ernesto Formenti · Itálie (ITA)                  | Dennis Shepherd · Jihoafrická unie (RSA)                  | Aleksy Antkiewicz · Polsko (POL)                 | Aleksy Antkiewicz · Polsko (POL)                     |
| LOH 1952  | do 57kg                | Ján Zachara · Československo (TCH)               | Sergio Caprari · Itálie (ITA)                             | Leonard Leisching · Jihoafrická unie (RSA)       | Joseph Ventaja · Francie (FRA)                       |
| LOH 1956  | do 57kg                | Vladimir Safronov · Sovětský svaz (URS)          | Thomas Nicholls · Velká Británie (GBR)                    | Pentti Hämäläinen · Finsko (FIN)                 | Henryk Niedžwiedzki · Polsko (POL)                   |
| LOH 1960  | do 57kg                | Francesco Musso · Itálie (ITA)                   | Jerzy Adamski · Polsko (POL)                              | Jorma Limmonen · Finsko (FIN)                    | William Meyers · Jihoafrická unie (RSA)              |
| LOH 1964  | do 57kg                | Stanislav Stěpaškin · Sovětský svaz (URS)        | Anthony Villanueva · Filipíny (PHI)                       | Charles Brown · Spojené státy americké (USA)     | Heinz Schulz · Tým sjednoceného Německa (EUA)        |
| LOH 1968  | do 57kg                | Antonio Roldán · Mexiko (MEX)                    | Alberto Robinson · Spojené státy americké (USA)           | Ivan Mihailov · Bulharsko (BUL)                  | Philip Waruinge · Keňa (KEN)                         |
| LOH 1972  | do 57kg                | Boris Kuzněcov · Sovětský svaz (URS)             | Philip Waruinge · Keňa (KEN)                              | András Botos · Maďarsko (HUN)                    | Clemente Rojas · Kolumbie (COL)                      |
| LOH 1976  | do 57kg                | Ángel Herrera · Kuba (CUB)                       | Richard Nowakowski · Německá demokratická republika (GDR) | Leszek Kosedowski · Polsko (POL)                 | Juan Paredes · Mexiko (MEX)                          |
| LOH 1980  | do 57kg                | Rudi Fink · Německá demokratická republika (GDR) | Adolfo Horta · Kuba (CUB)                                 | Krzysztof Kosedowski · Polsko (POL)              | Viktor Rybakov · Sovětský svaz (URS)                 |
| LOH 1984  | do 57kg                | Meldrick Taylor · Spojené státy americké (USA)   | Peter Konyegwachie · Nigérie (NGR)                        | Türgüt Aykaç · Turecko (TUR)                     | Omar Catari · Venezuela (VEN)                        |
| LOH 1988  | do 57kg                | Giovanni Parisi · Itálie (ITA)                   | Daniel Dumitrescu · Rumunsko (ROU)                        | Abdelhak Achik · Maroko (MAR)                    | Lee Jae-Hyuk · Jižní Korea (KOR)                     |
| LOH 1992  | do 57kg                | Andreas Tews · Německo (GER)                     | Faustino Reyes · Španělsko (ESP)                          | Ramaz Paliani · Sjednocený tým (EUN)             | Hocine Soltani · Alžírsko (ALG)                      |
| LOH 1996  | do 57kg                | Somluck Kamsing · Thajsko (THA)                  | Serafim Todorov · Bulharsko (BUL)                         | Pablo Chacón · Argentina (ARG)                   | Floyd Mayweather, Jr. · Spojené státy americké (USA) |
| LOH 2000  | do 57kg                | Bekzat Sattarchanov · Kazachstán (KAZ)           | Ricardo Juarez · Spojené státy americké (USA)             | Kamil Djamaloudinov · Rusko (RUS)                | Tahar Tamsamani · Maroko (MAR)                       |
| LOH 2004  | do 57kg                | Alexej Tiščenko · Rusko (RUS)                    | Kim Song-Guk · Severní Korea (PRK)                        | Jo Seok-Hwan · Jižní Korea (KOR)                 | Vitali Tajbert · Německo (GER)                       |
| LOH 2008  | do 57kg                | Vasyl Lomačenko · Ukrajina (UKR)                 | Khedafi Djelkhir · Francie (FRA)                          | Yakup Kılıç · Turecko (TUR)                      | Shahin Imranov · Ázerbájdžán (AZE)                   |
| 2012–2016 | váha nebyla v programu | váha nebyla v programu                           | váha nebyla v programu                                    | váha nebyla v programu                           | váha nebyla v programu                               |
| LOH 2020  | do 57kg                | Albert Batyrgazijev · Sportovci ROV (ROC)        | Duke Ragan · Spojené státy americké (USA)                 | Lázaro Álvarez · Kuba (CUB)                      | Samuel Takyi · Ghana (GHA)                           |
| LOH 2024  | do 57kg                | Abdumalik Khalokov · Uzbekistán (UZB)            | Munarbek Seiitbek Uulu · Kyrgyzstán (KGZ)                 | Charlie Senior · Austrálie (AUS)                 | Javier Ibáñez · Bulharsko (BUL)                      |

## Lehká váha
| Rok      | Kategorie            | Zlato                                                | Stříbro                                         | Bronz                                              | Bronz                                                     |
| -------- | -------------------- | ---------------------------------------------------- | ----------------------------------------------- | -------------------------------------------------- | --------------------------------------------------------- |
| LOH 1904 | do 61,2kg            | Harry Spanjer · Spojené státy americké (USA)         | Russell van Horn · Spojené státy americké (USA) | Peter Sturholdt · Spojené státy americké (USA)     | Peter Sturholdt · Spojené státy americké (USA)            |
| LOH 1908 | do 63,5kg            | Frederick Grace · Velká Británie (GBR)               | Frederick Spiller · Velká Británie (GBR)        | Harry Johnson · Velká Británie (GBR)               | Harry Johnson · Velká Británie (GBR)                      |
| LOH 1912 | nebyl na programu OH | nebyl na programu OH                                 | nebyl na programu OH                            | nebyl na programu OH                               | nebyl na programu OH                                      |
| LOH 1920 | do 61,2kg            | Samuel Mosberg · Spojené státy americké (USA)        | Gotfred Johansen · Dánsko (DEN)                 | Clarence Newton · Kanada (CAN)                     | Clarence Newton · Kanada (CAN)                            |
| LOH 1924 | do 61,2kg            | Hans Jacob Nielsen · Dánsko (DEN)                    | Alfredo Copello · Argentina (ARG)               | Frederick Boylstein · Spojené státy americké (USA) | Frederick Boylstein · Spojené státy americké (USA)        |
| LOH 1928 | do 61,2kg            | Carlo Orlandi · Itálie (ITA)                         | Stephen Halaiko · Spojené státy americké (USA)  | Gunnar Berggren · Švédsko (SWE)                    | Gunnar Berggren · Švédsko (SWE)                           |
| LOH 1932 | do 61,2kg            | Lawrence Stevens · Jihoafrická unie (RSA)            | Thure Ahlqvist · Švédsko (SWE)                  | Nathan Bor · Spojené státy americké (USA)          | Nathan Bor · Spojené státy americké (USA)                 |
| LOH 1936 | do 61,2kg            | Imre Harangi · Maďarsko (HUN)                        | Nikolai Stepulov · Estonsko (EST)               | Erik Ågren · Švédsko (SWE)                         | Erik Ågren · Švédsko (SWE)                                |
| LOH 1948 | do 62kg              | Gerald Dreyer · Jihoafrická unie (RSA)               | Joseph Vissers · Belgie (BEL)                   | Svend Wad · Dánsko (DEN)                           | Svend Wad · Dánsko (DEN)                                  |
| LOH 1952 | do 60kg              | Aureliano Bolognesi · Itálie (ITA)                   | Aleksy Antkiewicz · Polsko (POL)                | Gheorghe Fiat · Rumunsko (ROU)                     | Erkki Pakkanen · Finsko (FIN)                             |
| LOH 1956 | do 60kg              | Dick McTaggart · Velká Británie (GBR)                | Harry Kurschat · Tým sjednoceného Německa (EUA) | Anthony Byrne · Irsko (IRL)                        | Anatolij Lagetko · Sovětský svaz (URS)                    |
| LOH 1960 | do 60kg              | Kazimierz Paździor · Polsko (POL)                    | Sandro Lopopolo · Itálie (ITA)                  | Abel Laudonio · Argentina (ARG)                    | Dick McTaggart · Velká Británie (GBR)                     |
| LOH 1964 | do 60kg              | Józef Grudzień · Polsko (POL)                        | Velikton Barannikov · Sovětský svaz (URS)       | Ronald Allen Harris · Spojené státy americké (USA) | Jim McCourt · Irsko (IRL)                                 |
| LOH 1968 | do 60kg              | Ronnie Harris · Spojené státy americké (USA)         | Józef Grudzień · Polsko (POL)                   | Calistrat Cuţov · Rumunsko (ROU)                   | Zvonimir Vujin · Jugoslávie (YUG)                         |
| LOH 1972 | do 60kg              | Jan Szczepański · Polsko (POL)                       | László Orbán · Maďarsko (HUN)                   | Samuel Mbugua · Keňa (KEN)                         | Alfonso Pérez · Kolumbie (COL)                            |
| LOH 1976 | do 60kg              | Howard Davis · Spojené státy americké (USA)          | Simion Cuţov · Rumunsko (ROU)                   | Ace Rusevski · Jugoslávie (YUG)                    | Vasilij Solomin · Sovětský svaz (URS)                     |
| LOH 1980 | do 60kg              | Ángel Herrera · Kuba (CUB)                           | Viktor Děmjaněnko · Sovětský svaz (URS)         | Kazimierz Adach · Polsko (POL)                     | Richard Nowakowski · Německá demokratická republika (GDR) |
| LOH 1984 | do 60kg              | Pernell Whitaker · Spojené státy americké (USA)      | Luis Ortiz · Portoriko (PUR)                    | Chun Chil-Sung · Jižní Korea (KOR)                 | Martin Ndongo-Ebanga · Kamerun (CMR)                      |
| LOH 1988 | do 60kg              | Andreas Zülow · Německá demokratická republika (GDR) | George Cramne · Švédsko (SWE)                   | Romallis Ellis · Spojené státy americké (USA)      | Nergüjn Enchbat · Mongolsko (MGL)                         |
| LOH 1992 | do 60kg              | Oscar de la Hoya · Spojené státy americké (USA)      | Marco Rudolph · Německo (GER)                   | Namjilyn Bayarsaikhan · Mongolsko (MGL)            | Hong Sung-Sik · Jižní Korea (KOR)                         |
| LOH 1996 | do 60kg              | Hocine Soltani · Alžírsko (ALG)                      | Tontcho Tontchev · Bulharsko (BUL)              | Terrance Cauthen · Spojené státy americké (USA)    | Leonard Doroftei · Rumunsko (ROU)                         |
| LOH 2000 | do 60kg              | Mario Kindelán · Kuba (CUB)                          | Andreas Kotelnik · Ukrajina (UKR)               | Cristián Bejarano · Mexiko (MEX)                   | Alexander Maletin · Rusko (RUS)                           |
| LOH 2004 | do 60kg              | Mario Kindelán · Kuba (CUB)                          | Amir Khan · Velká Británie (GBR)                | Murat Khrachev · Rusko (RUS)                       | Serik Yeleuov · Kazachstán (KAZ)                          |
| LOH 2008 | do 60kg              | Alexej Tiščenko · Rusko (RUS)                        | Daouda Sow · Francie (FRA)                      | Hrachik Javakhyan · Arménie (ARM)                  | Yordenis Ugás · Kuba (CUB)                                |
| LOH 2012 | do 60kg              | Vasyl Lomačenko · Ukrajina (UKR)                     | Han Soon-Chul · Jižní Korea (KOR)               | Evaldas Petrauskas · Litva (LTU)                   | Yasniel Toledo · Kuba (CUB)                               |
| LOH 2016 | do 60kg              | Robson Conceição · Brazílie (BRA)                    | Sofiane Oumiha · Francie (FRA)                  | Lázaro Álvarez · Kuba (CUB)                        | Dorjnyambuugiin Otgondalai · Mongolsko (MGL)              |
| LOH 2020 | do 63kg              | Andy Cruz · Kuba (CUB)                               | Keyshawn Davis · Spojené státy americké (USA)   | Harry Garside · Austrálie (AUS)                    | Hovhannes Bachkov · Arménie (ARM)                         |
| LOH 2024 | do 63,5kg            | Erislandy Álvarez · Kuba (CUB)                       | Sofiane Oumiha · Francie (FRA)                  | Wyatt Sanford · Kanada (CAN)                       | Lasha Guruli · Gruzie (GEO)                               |

## Lehká střední váha
| Rok       | Kategorie            | Zlato                                                  | Stříbro                                      | Bronz                                                    | Bronz                                            |
| --------- | -------------------- | ------------------------------------------------------ | -------------------------------------------- | -------------------------------------------------------- | ------------------------------------------------ |
| LOH 1904  | do 65.8kg            | Albert Young · Spojené státy americké (USA)            | Harry Spanjer · Spojené státy americké (USA) | Joseph Lydon · Spojené státy americké (USA)              | Joseph Lydon · Spojené státy americké (USA)      |
| 1908-1912 | nebyl na programu OH | nebyl na programu OH                                   | nebyl na programu OH                         | nebyl na programu OH                                     | nebyl na programu OH                             |
| LOH 1920  | do 66.7kg            | Bert Schneider · Kanada (CAN)                          | Alexander Ireland · Velká Británie (GBR)     | Frederick Colberg · Spojené státy americké (USA)         | Frederick Colberg · Spojené státy americké (USA) |
| LOH 1924  | do 66.7kg            | Jean Delarge · Belgie (BEL)                            | Héctor Méndez · Argentina (ARG)              | Douglas Lewis · Kanada (CAN)                             | Douglas Lewis · Kanada (CAN)                     |
| LOH 1928  | do 66.7kg            | Ted Morgan · Nový Zéland (NZL)                         | Raúl Landini · Argentina (ARG)               | Raymond Smillie · Kanada (CAN)                           | Raymond Smillie · Kanada (CAN)                   |
| LOH 1932  | do 66.7kg            | Edward Flynn · Spojené státy americké (USA)            | Erich Campe · Německo (GER)                  | Bruno Ahlberg · Finsko (FIN)                             | Bruno Ahlberg · Finsko (FIN)                     |
| LOH 1936  | do 66.7kg            | Sten Suvio · Finsko (FIN)                              | Michael Murach · Německo (GER)               | Gerhard Pedersen · Dánsko (DEN)                          | Gerhard Pedersen · Dánsko (DEN)                  |
| LOH 1948  | do 67kg              | Július Torma · Československo (TCH)                    | Hank Herring · Spojené státy americké (USA)  | Alessandro D'Ottavio · Itálie (ITA)                      | Alessandro D'Ottavio · Itálie (ITA)              |
| LOH 1952  | do 67kg              | Zygmunt Chychła · Polsko (POL)                         | Sergej Ščerbakov · Sovětský svaz (URS)       | Günther Heidemann · Německo (GER)                        | Victor Jörgensen · Dánsko (DEN)                  |
| LOH 1956  | do 67kg              | Nicolae Linca · Rumunsko (ROU)                         | Frederick Tiedt · Irsko (IRL)                | Nicholas Gargano · Velká Británie (GBR)                  | Kevin Hogarth · Austrálie (AUS)                  |
| LOH 1960  | do 67kg              | Nino Benvenuti · Itálie (ITA)                          | Jurij Radoňak · Sovětský svaz (URS)          | Leszek Drogosz · Polsko (POL)                            | Jimmy Lloyd · Velká Británie (GBR)               |
| LOH 1964  | do 67kg              | Marian Kasprzyk · Polsko (POL)                         | Ričardas Tamulis · Sovětský svaz (URS)       | Silvano Bertini · Itálie (ITA)                           | Pertti Purhonen · Finsko (FIN)                   |
| LOH 1968  | do 67kg              | Manfred Wolke · Německá demokratická republika (GDR)   | Joseph Bessala · Kamerun (CMR)               | Mario Guilloti · Argentina (ARG)                         | Vladimir Musalimov · Sovětský svaz (URS)         |
| LOH 1972  | do 67kg              | Emilio Correa · Kuba (CUB)                             | János Kajdi · Maďarsko (HUN)                 | Dick Murunga · Keňa (KEN)                                | Jesse Valdez · Spojené státy americké (USA)      |
| LOH 1976  | do 67kg              | Jochen Bachfeld · Německá demokratická republika (GDR) | Pedro Gamarro · Venezuela (VEN)              | Reinhard Skricek · Západní Německo (FRG)                 | Victor Zilberman · Rumunsko (ROU)                |
| LOH 1980  | do 67kg              | Andrés Aldama · Kuba (CUB)                             | John Mugabi · Uganda (UGA)                   | Karl-Heinz Krüger · Německá demokratická republika (GDR) | Kazimierz Szczerba · Polsko (POL)                |
| LOH 1984  | do 67kg              | Mark Breland · Spojené státy americké (USA)            | An Young-Su · Jižní Korea (KOR)              | Luciano Bruno · Itálie (ITA)                             | Joni Nyman · Finsko (FIN)                        |
| LOH 1988  | do 67kg              | Robert Wangila · Keňa (KEN)                            | Laurent Boudouani · Francie (FRA)            | Jan Dydak · Polsko (POL)                                 | Kenneth Gould · Spojené státy americké (USA)     |
| LOH 1992  | do 67kg              | Michael Carruth · Irsko (IRL)                          | Juan Hernández Sierra · Kuba (CUB)           | Anibal Acevedo · Portoriko (PUR)                         | Arkhom Chenglai · Thajsko (THA)                  |
| LOH 1996  | do 67kg              | Oleg Saitov · Rusko (RUS)                              | Juan Hernández Sierra · Kuba (CUB)           | Daniel Santos · Portoriko (PUR)                          | Marian Simion · Rumunsko (ROU)                   |
| LOH 2000  | do 67kg              | Oleg Saitov · Rusko (RUS)                              | Sergey Dotsenko · Ukrajina (UKR)             | Vitalie Gruşac · Moldavsko (MDA)                         | Dorel Simion · Rumunsko (ROU)                    |
| LOH 2004  | do 69kg              | Bachtijar Artajev · Kazachstán (KAZ)                   | Lorenzo Aragón · Kuba (CUB)                  | Kim Jung-Joo · Jižní Korea (KOR)                         | Oleg Saitov · Rusko (RUS)                        |
| LOH 2008  | do 69kg              | Bachyt Sarsekbajev · Kazachstán (KAZ)                  | Carlos Banteaux · Kuba (CUB)                 | Hanati Silamu · Čína (CHN)                               | Kim Jung-Joo · Jižní Korea (KOR)                 |
| LOH 2012  | do 69kg              | Serik Sapijev · Kazachstán (KAZ)                       | Fred Evans · Velká Británie (GBR)            | Taras Shelestyuk · Ukrajina (UKR)                        | Andrey Zamkovoy · Rusko (RUS)                    |
| LOH 2016  | do 69kg              | Danijar Jelusinov · Kazachstán (KAZ)                   | Shakhram Giyasov · Uzbekistán (UZB)          | Mohammed Rabii · Maroko (MAR)                            | Souleymane Cissokho · Francie (FRA)              |
| LOH 2020  | do 69kg              | Roniel Iglesias · Kuba (CUB)                           | Pat McCormack · Velká Británie (GBR)         | Andrey Zamkovoy · Sportovci ROV (ROC)                    | Aidan Walsh · Irsko (IRL)                        |
| LOH 2024  | do 71kg              | Asadkhuja Muydinkhujaev · Uzbekistán (UZB)             | Marco Verde · Mexiko (MEX)                   | Omari Jones · Spojené státy americké (USA)               | Lewis Richardson · Velká Británie (GBR)          |

## Střední váha
| Rok      | Kategorie            | Zlato                                              | Stříbro                                          | Bronz                                           | Bronz                                         |
| -------- | -------------------- | -------------------------------------------------- | ------------------------------------------------ | ----------------------------------------------- | --------------------------------------------- |
| LOH 1904 | do 71.7kg            | Charles Mayer · Spojené státy americké (USA)       | Benjamin Spradley · Spojené státy americké (USA) | nebyla udělena                                  | nebyla udělena                                |
| LOH 1908 | do 71.7kg            | John Douglas · Velká Británie (GBR)                | Reginald Baker · Australasie (ANZ)               | William Philo · Velká Británie (GBR)            | William Philo · Velká Británie (GBR)          |
| LOH 1912 | nebyl na programu OH | nebyl na programu OH                               | nebyl na programu OH                             | nebyl na programu OH                            | nebyl na programu OH                          |
| LOH 1920 | do 72.6kg            | Harry Mallin · Velká Británie (GBR)                | Georges Prud'Homme · Kanada (CAN)                | Moe Herscovitch · Kanada (CAN)                  | Moe Herscovitch · Kanada (CAN)                |
| LOH 1924 | do 72.6kg            | Harry Mallin · Velká Británie (GBR)                | John Elliott · Velká Británie (GBR)              | Joseph Jules Beecken · Belgie (BEL)             | Joseph Jules Beecken · Belgie (BEL)           |
| LOH 1928 | do 72.6kg            | Piero Toscani · Itálie (ITA)                       | Jan Heřmánek · Československo (TCH)              | Leonard Steyaert · Belgie (BEL)                 | Leonard Steyaert · Belgie (BEL)               |
| LOH 1932 | do 72.6kg            | Carmen Barth · Spojené státy americké (USA)        | Amado Azar · Argentina (ARG)                     | Ernest Peirce · Jihoafrická unie (RSA)          | Ernest Peirce · Jihoafrická unie (RSA)        |
| LOH 1936 | do 72.6kg            | Jean Despeaux · Francie (FRA)                      | Henry Tiller · Norsko (NOR)                      | Raúl Villarreal · Argentina (ARG)               | Raúl Villarreal · Argentina (ARG)             |
| LOH 1948 | do 73kg              | László Papp · Maďarsko (HUN)                       | John Wright · Velká Británie (GBR)               | Ivano Fontana · Itálie (ITA)                    | Ivano Fontana · Itálie (ITA)                  |
| LOH 1952 | do 75kg              | Floyd Patterson · Spojené státy americké (USA)     | Vasile Tiţǎ · Rumunsko (ROU)                     | Boris Nikolov · Bulharsko (BUL)                 | Stig Sjölin · Švédsko (SWE)                   |
| LOH 1956 | do 75kg              | Gennadij Šatkov · Sovětský svaz (URS)              | Ramón Tapia · Chile (CHI)                        | Gilbert Chapron · Francie (FRA)                 | Víctor Zalazar · Argentina (ARG)              |
| LOH 1960 | do 75kg              | Eddie Crook, Jr. · Spojené státy americké (USA)    | Tadeusz Walasek · Polsko (POL)                   | Jevgenij Feofanov · Sovětský svaz (URS)         | Ion Monea · Rumunsko (ROU)                    |
| LOH 1964 | do 75kg              | Valerij Popenčenko · Sovětský svaz (URS)           | Emil Schulz · Tým sjednoceného Německa (EUA)     | Franco Valle · Itálie (ITA)                     | Tadeusz Walasek · Polsko (POL)                |
| LOH 1968 | do 75kg              | Chris Finnegan · Velká Británie (GBR)              | Alexej Kiseljov · Sovětský svaz (URS)            | Alfred Jones · Spojené státy americké (USA)     | Agustín Zaragoza · Mexiko (MEX)               |
| LOH 1972 | do 75kg              | Vjačeslav Lemešev · Sovětský svaz (URS)            | Reima Virtanen · Finsko (FIN)                    | Prince Amartey · Ghana (GHA)                    | Marvin Johnson · Spojené státy americké (USA) |
| LOH 1976 | do 75kg              | Michael Spinks · Spojené státy americké (USA)      | Rufat Riskijev · Sovětský svaz (URS)             | Luis Martínez · Kuba (CUB)                      | Alec Năstac · Rumunsko (ROU)                  |
| LOH 1980 | do 75kg              | José Gómez · Kuba (CUB)                            | Viktor Savčenko · Sovětský svaz (URS)            | Jerzy Rybicki · Polsko (POL)                    | Valentin Silaghi · Rumunsko (ROU)             |
| LOH 1984 | do 75kg              | Shin Joon-Sup · Jižní Korea (KOR)                  | Virgil Hill · Spojené státy americké (USA)       | Aristides González · Portoriko (PUR)            | Mohamed Zaoui · Alžírsko (ALG)                |
| LOH 1988 | do 75kg              | Henry Maske · Německá demokratická republika (GDR) | Egerton Marcus · Kanada (CAN)                    | Chris Sande · Keňa (KEN)                        | Hussain Shah Syed · Pákistán (PAK)            |
| LOH 1992 | do 75kg              | Ariel Hernández · Kuba (CUB)                       | Chris Byrd · Spojené státy americké (USA)        | Chris Johnson · Kanada (CAN)                    | Lee Seung-Bae · Jižní Korea (KOR)             |
| LOH 1996 | do 75kg              | Ariel Hernández · Kuba (CUB)                       | Malik Beyleroğlu · Turecko (TUR)                 | Mohamed Bahari · Alžírsko (ALG)                 | Rhoshii Wells · Spojené státy americké (USA)  |
| LOH 2000 | do 75kg              | Jorge Gutiérrez · Kuba (CUB)                       | Gaydarbek Gaydarbekov · Rusko (RUS)              | Vugar Alakparov · Ázerbájdžán (AZE)             | Zsolt Erdei · Maďarsko (HUN)                  |
| LOH 2004 | do 75kg              | Gaydarbek Gaydarbekov · Rusko (RUS)                | Gennady Golovkin · Kazachstán (KAZ)              | Suriya Prasathinphimai · Thajsko (THA)          | Andre Dirrell · Spojené státy americké (USA)  |
| LOH 2008 | do 75kg              | James DeGale · Velká Británie (GBR)                | Emilio Correa · Kuba (CUB)                       | Darren Sutherland · Irsko (IRL)                 | Vijender Kumar · Indie (IND)                  |
| LOH 2012 | do 75kg              | Rjóta Murata · Japonsko (JPN)                      | Esquiva Florentino · Brazílie (BRA)              | Anthony Ogogo · Velká Británie (GBR)            | Abbos Atoev · Uzbekistán (UZB)                |
| LOH 2016 | do 75kg              | Arlen López · Kuba (CUB)                           | Bektemir Melikuziev · Uzbekistán (UZB)           | Misael Rodríguez · Mexiko (MEX)                 | Kamran Shakhsuvarly · Ázerbájdžán (AZE)       |
| LOH 2020 | do 75kg              | Hebert Conceição · Brazílie (BRA)                  | Oleksandr Khyzhniak · Ukrajina (UKR)             | Gleb Bakshi · Sportovci ROV (ROC)               | Eumir Marcial · Filipíny (PHI)                |
| LOH 2024 | do 80kg              | Oleksandr Khyzhniak · Ukrajina (UKR)               | Nurbek Oralbay · Kazachstán (KAZ)                | Cristian Pinales · Dominikánská republika (DOM) | Arlen López · Kuba (CUB)                      |

## Polotěžká váha
| Rok      | Kategorie | Zlato                                         | Stříbro                                     | Bronz                                                | Bronz                                     |
| -------- | --------- | --------------------------------------------- | ------------------------------------------- | ---------------------------------------------------- | ----------------------------------------- |
| LOH 1920 | do 79.4kg | Eddie Eagan · Spojené státy americké (USA)    | Sverre Sørsdal · Norsko (NOR)               | Harold Franks · Velká Británie (GBR)                 | Harold Franks · Velká Británie (GBR)      |
| LOH 1924 | do 79.4kg | Harry Mitchell · Velká Británie (GBR)         | Thyge Petersen · Dánsko (DEN)               | Sverre Sørsdal · Norsko (NOR)                        | Sverre Sørsdal · Norsko (NOR)             |
| LOH 1928 | do 79.4kg | Víctor Avendaño · Argentina (ARG)             | Ernst Pistulla · Německo (GER)              | Karel Miljon · Nizozemsko (NED)                      | Karel Miljon · Nizozemsko (NED)           |
| LOH 1932 | do 79.4kg | David Carstens · Jihoafrická unie (RSA)       | Gino Rossi · Itálie (ITA)                   | Peter Jørgensen · Dánsko (DEN)                       | Peter Jørgensen · Dánsko (DEN)            |
| LOH 1936 | do 79.4kg | Roger Michelot · Francie (FRA)                | Richard Vogt · Německo (GER)                | Francisco Risiglione · Argentina (ARG)               | Francisco Risiglione · Argentina (ARG)    |
| LOH 1948 | do 80kg   | George Hunter · Jihoafrická unie (RSA)        | Don Scott · Velká Británie (GBR)            | Mauro Cía · Argentina (ARG)                          | Mauro Cía · Argentina (ARG)               |
| LOH 1952 | do 81kg   | Norvel Lee · Spojené státy americké (USA)     | Antonio Pacenza · Argentina (ARG)           | Anatolij Perov · Sovětský svaz (URS)                 | Harry Siljander · Finsko (FIN)            |
| LOH 1956 | do 81kg   | James Boyd · Spojené státy americké (USA)     | Gheorghe Negrea · Rumunsko (ROU)            | Carlos Lucas · Chile (CHI)                           | Romualdas Murauskas · Sovětský svaz (URS) |
| LOH 1960 | do 81kg   | Cassius Clay · Spojené státy americké (USA)   | Zbigniew Pietrzykowski · Polsko (POL)       | Anthony Madigan · Austrálie (AUS)                    | Giulio Saraudi · Itálie (ITA)             |
| LOH 1964 | do 81kg   | Cosimo Pinto · Itálie (ITA)                   | Alexej Kiseljov · Sovětský svaz (URS)       | Alexander Nikolov · Bulharsko (BUL)                  | Zbigniew Pietrzykowski · Polsko (POL)     |
| LOH 1968 | do 81kg   | Danas Pozniakas · Sovětský svaz (URS)         | Ion Monea · Rumunsko (ROU)                  | Stanisław Dragan · Polsko (POL)                      | Georgi Stankov · Bulharsko (BUL)          |
| LOH 1972 | do 81kg   | Mate Parlov · Jugoslávie (YUG)                | Gilberto Carrillo · Kuba (CUB)              | Janusz Gortat · Polsko (POL)                         | Isaac Ikhouria · Nigérie (NGR)            |
| LOH 1976 | do 81kg   | Leon Spinks · Spojené státy americké (USA)    | Sixto Soria · Kuba (CUB)                    | Kostica Dafinoiu · Rumunsko (ROU)                    | Janusz Gortat · Polsko (POL)              |
| LOH 1980 | do 81kg   | Slobodan Kačar · Jugoslávie (YUG)             | Paweł Skrzecz · Polsko (POL)                | Herbert Bauch · Německá demokratická republika (GDR) | Ricardo Rojas · Kuba (CUB)                |
| LOH 1984 | do 81kg   | Anton Josipović · Jugoslávie (YUG)            | Kevin Barry · Nový Zéland (NZL)             | Evander Holyfield · Spojené státy americké (USA)     | Mustapha Moussa · Alžírsko (ALG)          |
| LOH 1988 | do 81kg   | Andrew Maynard · Spojené státy americké (USA) | Nurmagomed Šanavazov · Sovětský svaz (URS)  | Henryk Petrich · Polsko (POL)                        | Damir Škaro · Jugoslávie (YUG)            |
| LOH 1992 | do 81kg   | Torsten May · Německo (GER)                   | Rostyslav Zaulychnyi · Sjednocený tým (EUN) | Wojciech Bartnik · Polsko (POL)                      | Zoltán Béres · Maďarsko (HUN)             |
| LOH 1996 | do 81kg   | Vasilij Žirov · Kazachstán (KAZ)              | Lee Seung-Bae · Jižní Korea (KOR)           | Antonio Tarver · Spojené státy americké (USA)        | Thomas Ulrich · Německo (GER)             |
| LOH 2000 | do 81kg   | Alexandr Lebzjak · Rusko (RUS)                | Rudolf Kraj · Česko (CZE)                   | Andriy Fedchuk · Ukrajina (UKR)                      | Sergey Mihaylov · Uzbekistán (UZB)        |
| LOH 2004 | do 81kg   | Andre Ward · Spojené státy americké (USA)     | Magomed Aripgadjiev · Bělorusko (BLR)       | Utkirbek Khaydarov · Uzbekistán (UZB)                | Ahmed Ismail · Egypt (EGY)                |
| LOH 2008 | do 81kg   | Čang Siao-pching · Čína (CHN)                 | Kenneth Egan · Irsko (IRL)                  | Tony Jeffries · Velká Británie (GBR)                 | Yerkebulan Shynaliyev · Kazachstán (KAZ)  |
| LOH 2012 | do 81kg   | Jegor Mechoncev · Rusko (RUS)                 | Adilbek Niyazymbetov · Kazachstán (KAZ)     | Yamaguchi Falcão Florentino · Brazílie (BRA)         | Oleksandr Gvozdyk · Ukrajina (UKR)        |
| LOH 2016 | do 81kg   | Julio César La Cruz · Kuba (CUB)              | Adilbek Niyazymbetov · Kazachstán (KAZ)     | Mathieu Bauderlique · Francie (FRA)                  | Joshua Buatsi · Velká Británie (GBR)      |
| LOH 2020 | do 81kg   | Arlen López · Kuba (CUB)                      | Benjamin Whittaker · Velká Británie (GBR)   | Loren Alfonso · Ázerbájdžán (AZE)                    | Imam Khataev · Sportovci ROV (ROC)        |

## Těžká váha
| Rok      | Kategorie            | Zlato                                           | Stříbro                                      | Bronz                                                               | Bronz                                            |
| -------- | -------------------- | ----------------------------------------------- | -------------------------------------------- | ------------------------------------------------------------------- | ------------------------------------------------ |
| LOH 1904 | + 71.7kg             | Samuel Berger · Spojené státy americké (USA)    | Charles Mayer · Spojené státy americké (USA) | William Michaels · Spojené státy americké (USA)                     | William Michaels · Spojené státy americké (USA)  |
| LOH 1908 | + 71.7kg             | Albert Oldman · Velká Británie (GBR)            | Sydney Evans · Velká Británie (GBR)          | Frederick Parks · Velká Británie (GBR)                              | Frederick Parks · Velká Británie (GBR)           |
| LOH 1912 | nebyl na programu OH | nebyl na programu OH                            | nebyl na programu OH                         | nebyl na programu OH                                                | nebyl na programu OH                             |
| LOH 1920 | +79.4kg              | Ronald Rawson · Velká Británie (GBR)            | Søren Petersen · Dánsko (DEN)                | Albert Eluère · Francie (FRA)                                       | Albert Eluère · Francie (FRA)                    |
| LOH 1924 | +79.4kg              | Otto von Porat · Norsko (NOR)                   | Søren Petersen · Dánsko (DEN)                | Alfredo Porzio · Argentina (ARG)                                    | Alfredo Porzio · Argentina (ARG)                 |
| LOH 1928 | +79.4kg              | Arturo Rodríguez · Argentina (ARG)              | Nils Ramm · Švédsko (SWE)                    | Michael Michaelsen · Dánsko (DEN)                                   | Michael Michaelsen · Dánsko (DEN)                |
| LOH 1932 | +79.4kg              | Santiago Lovell · Argentina (ARG)               | Luigi Rovati · Itálie (ITA)                  | Frederick Feary · Spojené státy americké (USA)                      | Frederick Feary · Spojené státy americké (USA)   |
| LOH 1936 | +79.4kg              | Herbert Runge · Německo (GER)                   | Guillermo Lovell · Argentina (ARG)           | Erling Nilsen · Norsko (NOR)                                        | Erling Nilsen · Norsko (NOR)                     |
| LOH 1948 | +80kg                | Rafael Iglesias · Argentina (ARG)               | Gunnar Nilsson · Švédsko (SWE)               | John Arthur · Jihoafrická unie (RSA)                                | John Arthur · Jihoafrická unie (RSA)             |
| LOH 1952 | +81kg                | Ed Sanders · Spojené státy americké (USA)       | Ingemar Johansson · Švédsko (SWE)            | Ilkka Koski · Finsko (FIN)                                          | Andries Nieman · Jihoafrická unie (RSA)          |
| LOH 1956 | +81kg                | Peter Rademacher · Spojené státy americké (USA) | Lev Muchin · Sovětský svaz (URS)             | Daniel Bekker · Jihoafrická unie (RSA)                              | Giacomo Bozzano · Itálie (ITA)                   |
| LOH 1960 | +81kg                | Franco De Piccoli · Itálie (ITA)                | Daniel Bekker · Jihoafrická unie (RSA)       | Josef Němec · Československo (TCH)                                  | Günter Siegmund · Tým sjednoceného Německa (EUA) |
| LOH 1964 | +81kg                | Joe Frazier · Spojené státy americké (USA)      | Hans Huber · Tým sjednoceného Německa (EUA)  | Giuseppe Ros · Itálie (ITA)                                         | Vadim Jemeljanov · Sovětský svaz (URS)           |
| LOH 1968 | +81kg                | George Foreman · Spojené státy americké (USA)   | Jonas Čepulis · Sovětský svaz (URS)          | Giorgio Bambini · Itálie (ITA)                                      | Joaquín Rocha · Mexiko (MEX)                     |
| LOH 1972 | +81kg                | Teófilo Stevenson · Kuba (CUB)                  | Ion Alexe · Rumunsko (ROU)                   | Peter Hussing · Západní Německo (FRG)                               | Hasse Thomsén · Švédsko (SWE)                    |
| LOH 1976 | +81kg                | Teófilo Stevenson · Kuba (CUB)                  | Mircea Șimon · Rumunsko (ROU)                | Clarence Hill · Bermudy (BER)                                       | John Tate · Spojené státy americké (USA)         |
| LOH 1980 | +81kg                | Teófilo Stevenson · Kuba (CUB)                  | Pjotr Zajev · Sovětský svaz (URS)            | Jürgen Fanghänel · Německá demokratická republika (GDR)             | István Lévai · Maďarsko (HUN)                    |
| LOH 1984 | do 91kg              | Henry Tillman · Spojené státy americké (USA)    | Willie DeWit · Kanada (CAN)                  | Angelo Musone · Itálie (ITA)                                        | Arnold Vanderlyde · Nizozemsko (NED)             |
| LOH 1988 | do 91kg              | Ray Mercer · Spojené státy americké (USA)       | Baik Hyun-Man · Jižní Korea (KOR)            | Andrzej Gołota · Polsko (POL)                                       | Arnold Vanderlyde · Nizozemsko (NED)             |
| LOH 1992 | do 91kg              | Félix Savón · Kuba (CUB)                        | David Izonritei · Nigérie (NGR)              | David Tua · Nový Zéland (NZL)                                       | Arnold Vanderlyde · Nizozemsko (NED)             |
| LOH 1996 | do 91kg              | Félix Savón · Kuba (CUB)                        | David Defiagbon · Kanada (CAN)               | Nate Jones · Spojené státy americké (USA)                           | Luan Krasniqi · Německo (GER)                    |
| LOH 2000 | do 91kg              | Félix Savón · Kuba (CUB)                        | Sultan Ibragimov · Rusko (RUS)               | Vladimer Chanturia · Gruzie (GEO)                                   | Sebastian Köber · Německo (GER)                  |
| LOH 2004 | do 91kg              | Odlanier Solis Fonte · Kuba (CUB)               | Viktor Zujev · Bělorusko (BLR)               | Mohamed Elsayed · Egypt (EGY)                                       | Naser Al Shami · Sýrie (SYR)                     |
| LOH 2008 | do 91kg              | Rachim Čachkijev · Rusko (RUS)                  | Clemente Russo · Itálie (ITA)                | Osmay Acosta · Kuba (CUB)                                           | Deontay Wilder · Spojené státy americké (USA)    |
| LOH 2012 | do 91kg              | Oleksandr Usyk · Ukrajina (UKR)                 | Clemente Russo · Itálie (ITA)                | Tervel Pulev · Bulharsko (BUL)                                      | Teymur Məmmədov · Ázerbájdžán (AZE)              |
| LOH 2016 | do 91kg              | Jevgenij Tiščenko · Rusko (RUS)                 | Vasilij Levit · Kazachstán (KAZ)             | Rustam Tulaganov · Uzbekistán (UZB)                                 | Erislandy Savón · Kuba (CUB)                     |
| LOH 2020 | do 91kg              | Julio César La Cruz · Kuba (CUB)                | Muslim Gadžimagomedov · Sportovci ROV (ROC)  | Abner Teixeira · Brazílie (BRA)                                     | David Nyika · Nový Zéland (NZL)                  |
| LOH 2024 | do 92kg              | Lazizbek Mullojonov · Uzbekistán (UZB)          | Loren Alfonso · Ázerbájdžán (AZE)            | Enmanuel Reyes · Španělsko (ESP) Davlat Boltaev · Tádžikistán (TJK) |                                                  |

## Supertěžká váha
| Rok      | Kategorie | Zlato                                       | Stříbro                                       | Bronz                                     | Bronz                                        |
| -------- | --------- | ------------------------------------------- | --------------------------------------------- | ----------------------------------------- | -------------------------------------------- |
| LOH 1984 | nad 91kg  | Tyrell Biggs · Spojené státy americké (USA) | Francesco Damiani · Itálie (ITA)              | Aziz Salihu · Jugoslávie (YUG)            | Robert Wells · Velká Británie (GBR)          |
| LOH 1988 | nad 91kg  | Lennox Lewis · Kanada (CAN)                 | Riddick Bowe · Spojené státy americké (USA)   | Janusz Zarenkiewicz · Polsko (POL)        | Alexandr Mirošničenko · Sovětský svaz (URS)  |
| LOH 1992 | nad 91kg  | Roberto Balado · Kuba (CUB)                 | Richard Igbineghu · Nigérie (NGR)             | Svilen Rusinov · Bulharsko (BUL)          | Brian Nielsen · Dánsko (DEN)                 |
| LOH 1996 | nad 91kg  | Vladimir Kličko · Ukrajina (UKR)            | Paea Wolfgramm · Tonga (TGA)                  | Alexej Lezin · Rusko (RUS)                | Duncan Dokiwari · Nigérie (NGR)              |
| LOH 2000 | nad 91kg  | Audley Harrison · Velká Británie (GBR)      | Mukhtarkhan Dildabekov · Kazachstán (KAZ)     | Paolo Vidoz · Itálie (ITA)                | Rustam Saidov · Uzbekistán (UZB)             |
| LOH 2004 | nad 91kg  | Alexandr Povětkin · Rusko (RUS)             | Mohamed Aly · Egypt (EGY)                     | Michel Lopez Nuñez · Kuba (CUB)           | Roberto Cammarelle · Itálie (ITA)            |
| LOH 2008 | nad 91kg  | Roberto Cammarelle · Itálie (ITA)           | Žang Žilei · Čína (CHN)                       | Vjačeslav Glazkov · Ukrajina (UKR)        | David Price · Velká Británie (GBR)           |
| LOH 2012 | nad 91kg  | Anthony Joshua · Velká Británie (GBR)       | Roberto Cammarelle · Itálie (ITA)             | Magomedrasul Medžidov · Ázerbájdžán (AZE) | Ivan Dyčko · Kazachstán (KAZ)                |
| LOH 2016 | nad 91kg  | Tony Yoka · Francie (FRA)                   | Joe Joyce · Velká Británie (GBR)              | Filip Hrgović · Chorvatsko (CRO)          | Ivan Dyčko · Kazachstán (KAZ)                |
| LOH 2020 | nad 91kg  | Bakhodir Jalolov · Uzbekistán (UZB)         | Richard Torrez · Spojené státy americké (USA) | Frazer Clarke · Velká Británie (GBR)      | Kamshybek Kunkabayev · Kazachstán (KAZ)      |
| LOH 2024 | nad 92kg  | Bakhodir Jalolov · Uzbekistán (UZB)         | Ayoub Ghadfa · Španělsko (ESP)                | Nelvie Tiafack · Německo (GER)            | Djamili-Dini Aboudou Moindze · Francie (FRA) |

## Zrušené disciplíny

### Lehká muší váha
| Rok      | Zlato                                        | Stříbro                                         | Bronz                                         | Bronz                                         |
| -------- | -------------------------------------------- | ----------------------------------------------- | --------------------------------------------- | --------------------------------------------- |
| LOH 1968 | Francisco Rodríguez · Venezuela (VEN)        | Jee Yong-Ju · Jižní Korea (KOR)                 | Harlan Marbley · Spojené státy americké (USA) | Hubert Skrzypczak · Polsko (POL)              |
| LOH 1972 | György Gedó · Maďarsko (HUN)                 | Kim U-Gil · Severní Korea (PRK)                 | Ralph Evans · Velká Británie (GBR)            | Enrique Rodríguez · Španělsko (ESP):          |
| LOH 1976 | Jorge Hernández · Kuba (CUB)                 | Lee Byong-Uk · Severní Korea (PRK)              | Orlando Maldonado · Portoriko (PUR)           | Payao Pooltarat · Thajsko (THA)               |
| LOH 1980 | Šamil Sabirov · Sovětský svaz (URS)          | Hipólito Ramos · Kuba (CUB)                     | Ismail Mustafov · Bulharsko (BUL)             | Lee Byong-Uk · Severní Korea (PRK)            |
| LOH 1984 | Paul Gonzales · Spojené státy americké (USA) | Salvatore Todisco · Itálie (ITA)                | Marcelino Bolivar · Venezuela (VEN)           | Keith Mwila · Zambie (ZAM)                    |
| LOH 1988 | Ivailo Marinov · Bulharsko (BUL)             | Michael Carbajal · Spojené státy americké (USA) | Róbert Isaszegi · Maďarsko (HUN)              | Leopoldo Serrantes · Filipíny (PHI)           |
| LOH 1992 | Rogelio Marcelo · Kuba (CUB)                 | Daniel Petrov · Bulharsko (BUL)                 | Jan Quast · Německo (GER)                     | Roel Velasco · Filipíny (PHI)                 |
| LOH 1996 | Daniel Petrov · Bulharsko (BUL)              | Mansueto Velasco · Filipíny (PHI)               | Oleg Kiryukhin · Ukrajina (UKR)               | Rafael Lozano · Španělsko (ESP)               |
| LOH 2000 | Brahim Asloum · Francie (FRA)                | Rafael Lozano · Španělsko (ESP)                 | Kim Un-Chol · Severní Korea (PRK)             | Maikro Romero · Kuba (CUB)                    |
| LOH 2004 | Yan Bartelemí Varela · Kuba (CUB)            | Atagün Yalçinkaya · Turecko (TUR)               | Cou Š’-ming · Čína (CHN)                      | Sergey Kazakov · Rusko (RUS)                  |
| LOH 2008 | Cou Š’-ming · Čína (CHN)                     | Pürevdorjiin Serdamba · Mongolsko (MGL)         | Paddy Barnes · Irsko (IRL)                    | Yampier Hernández · Kuba (CUB)                |
| LOH 2012 | Cou Š’-ming · Čína (CHN)                     | Kaeo Pongprayoon · Thajsko (THA)                | Paddy Barnes · Irsko (IRL)                    | David Ayrapetyan · Rusko (RUS)                |
| LOH 2016 | Hasanboy Dusmatov · Uzbekistán (UZB)         | Yuberjén Martínez · Kolumbie (COL)              | Joahnys Argilagos · Kuba (CUB)                | Nico Hernández · Spojené státy americké (USA) |

### Bantamová váha
| Rok      | Kategorie             | Zlato                                              | Stříbro                                          | Bronz                                           | Bronz                                          |
| -------- | --------------------- | -------------------------------------------------- | ------------------------------------------------ | ----------------------------------------------- | ---------------------------------------------- |
| LOH 1904 | do 52,2kg             | Oliver Kirk · Spojené státy americké (USA)         | George Finnegan · Spojené státy americké (USA)   | nebyla udělena                                  | nebyla udělena                                 |
| LOH 1908 | do 52,6kg             | Henry Thomas · Velká Británie (GBR)                | John Condon · Velká Británie (GBR)               | William Webb · Velká Británie (GBR)             | William Webb · Velká Británie (GBR)            |
| LOH 1912 | nebyl na programu LOH | nebyl na programu LOH                              | nebyl na programu LOH                            | nebyl na programu LOH                           | nebyl na programu LOH                          |
| LOH 1920 | do 53,5kg             | Clarence Walker · Jihoafrická unie (RSA)           | Clifford Graham · Kanada (CAN)                   | George McKenzie · Velká Británie (GBR)          | George McKenzie · Velká Británie (GBR)         |
| LOH 1924 | do 53,5kg             | William Smith · Jihoafrická unie (RSA)             | Salvatore Tripoli · Spojené státy americké (USA) | Jean Ces · Francie (FRA)                        | Jean Ces · Francie (FRA)                       |
| LOH 1928 | do 53,5kg             | Vittorio Tamagnini · Itálie (ITA)                  | John Daley · Spojené státy americké (USA)        | Harry Isaacs · Jihoafrická unie (RSA)           | Harry Isaacs · Jihoafrická unie (RSA)          |
| LOH 1932 | do 54.0kg             | Horace Gwynne · Kanada (CAN)                       | Hans Ziglarski · Německo (GER)                   | José Villanueva · Filipíny (PHI)                | José Villanueva · Filipíny (PHI)               |
| LOH 1936 | do 54.0kg             | Ulderico Sergo · Itálie (ITA)                      | Jack Wilson · Spojené státy americké (USA)       | Fidel Ortiz · Mexiko (MEX)                      | Fidel Ortiz · Mexiko (MEX)                     |
| LOH 1948 | do 54kg               | Tibor Csík · Maďarsko (HUN)                        | Giovanni Battista Zuddas · Itálie (ITA)          | Juan Venegas (PUR)                              | Juan Venegas (PUR)                             |
| LOH 1952 | do 54kg               | Pentti Hämäläinen · Finsko (FIN)                   | John McNally · Irsko (IRL)                       | Gennadij Garbuzov · Sovětský svaz (URS)         | Kang Joon-Ho · Jižní Korea (KOR)               |
| LOH 1956 | do 54kg               | Wolfgang Behrendt · Tým sjednoceného Německa (EUA) | Song Soon-Chun · Jižní Korea (KOR)               | Claudio Barrientos · Chile (CHI)                | Frederick Gilroy · Irsko (IRL)                 |
| LOH 1960 | do 54kg               | Oleg Grigorjev · Sovětský svaz (URS)               | Primo Zamparini · Itálie (ITA)                   | Brunon Bendig · Polsko (POL)                    | Oliver Taylor · Austrálie (AUS)                |
| LOH 1964 | do 54kg               | Takao Sakurai · Japonsko (JPN)                     | Chung Shin-Cho · Jižní Korea (KOR)               | Juan Fabila Mendoza · Mexiko (MEX)              | Washington Rodríguez · Uruguay (URU)           |
| LOH 1968 | do 54kg               | Valerian Sokolov · Sovětský svaz (URS)             | Eridari Mukwanga · Uganda (UGA)                  | Chang Kyou-Chul · Jižní Korea (KOR)             | Eiji Morioka · Japonsko (JPN)                  |
| LOH 1972 | do 54kg               | Orlando Martínez · Kuba (CUB)                      | Alfonso Zamora · Mexiko (MEX)                    | Ricardo Carreras · Spojené státy americké (USA) | George Turpin · Velká Británie (GBR)           |
| LOH 1976 | do 54kg               | Gu Yong-Ju · Severní Korea (PRK)                   | Charles Mooney · Spojené státy americké (USA)    | Patrick Cowdell · Velká Británie (GBR)          | Viktor Rybakov · Sovětský svaz (URS)           |
| LOH 1980 | do 54kg               | Juan Bautista Hernández Pérez · Kuba (CUB)         | Bernardo José Pinango · Venezuela (VEN)          | Michael Anthony · Guyana (GUY)                  | Dumitru Cipere · Rumunsko (ROU)                |
| LOH 1984 | do 54kg               | Maurizio Stecca · Itálie (ITA)                     | Héctor López · Mexiko (MEX)                      | Pedro Nolasco · Dominikánská republika (DOM)    | Dale Walters · Kanada (CAN)                    |
| LOH 1988 | do 54kg               | Kennedy McKinney · Spojené státy americké (USA)    | Aleksandar Hristov · Bulharsko (BUL)             | Phajol Moolsan · Thajsko (THA)                  | Jorge Julio Rocha · Kolumbie (COL)             |
| LOH 1992 | do 54kg               | Joel Casamayor · Kuba (CUB)                        | Wayne McCullough · Irsko (IRL)                   | Mohammed Achik · Maroko (MAR)                   | Li Gwang-Sik · Severní Korea (PRK)             |
| LOH 1996 | do 54kg               | István Kovács · Maďarsko (HUN)                     | Arnaldo Mesa · Kuba (CUB)                        | Vichairachanon Khadpo · Thajsko (THA)           | Raimkul Malakhbekov · Rusko (RUS)              |
| LOH 2000 | do 54kg               | Guillermo Rigondeaux · Kuba (CUB)                  | Raimkul Malakhbekov · Rusko (RUS)                | Sergey Danilchenko · Ukrajina (UKR)             | Clarence Vinson · Spojené státy americké (USA) |
| LOH 2004 | do 54kg               | Guillermo Rigondeaux · Kuba (CUB)                  | Worapoj Petchkoom · Thajsko (THA)                | Aghasi Mammadov · Ázerbájdžán (AZE)             | Bahodirjon Sooltonov · Uzbekistán (UZB)        |
| LOH 2008 | do 54kg               | Enchbatyn Badar-Úgan · Mongolsko (MGL)             | Yankiel León Alarcón · Kuba (CUB)                | Bruno Julie · Mauricius (MRI)                   | Veaceslav Gojan · Moldavsko (MDA)              |
| LOH 2012 | do 56kg               | Luke Campbell · Velká Británie (GBR)               | John Joe Nevin · Irsko (IRL)                     | Lázaro Álvarez · Kuba (CUB)                     | Satoshi Shimizu · Japonsko (JPN)               |
| LOH 2016 | do 56kg               | Robeisy Ramírez · Kuba (CUB)                       | Shakur Stevenson · Spojené státy americké (USA)  | Vladimir Nikitin · Rusko (RUS)                  | Murodjon Ahmadaliyev · Uzbekistán (UZB)        |

### Velterová váha
| Rok      | Kategorie | Zlato                                            | Stříbro                                         | Bronz                                          | Bronz                                           |
| -------- | --------- | ------------------------------------------------ | ----------------------------------------------- | ---------------------------------------------- | ----------------------------------------------- |
| LOH 1952 | do 63.5kg | Charles Adkins · Spojené státy americké (USA)    | Viktor Mednov · Sovětský svaz (URS)             | Erkki Mallenius · Finsko (FIN)                 | Bruno Visintin · Itálie (ITA)                   |
| LOH 1956 | do 63.5kg | Vladimir Jengibarjan · Sovětský svaz (URS)       | Franco Nenci · Itálie (ITA)                     | Constantin Dumitrescu · Rumunsko (ROU)         | Henry Loubscher · Jihoafrická unie (RSA)        |
| LOH 1960 | do 63.5kg | Bohumil Němeček · Československo (TCH)           | Clement Quartey · Ghana (GHA)                   | Quincey Daniels · Spojené státy americké (USA) | Marian Kasprzyk · Polsko (POL)                  |
| LOH 1964 | do 63.5kg | Jerzy Kulej · Polsko (POL)                       | Jevgenij Frolov · Sovětský svaz (URS)           | Eddie Blay · Ghana (GHA)                       | Habib Galhia · Tunisko (TUN)                    |
| LOH 1968 | do 63.5kg | Jerzy Kulej · Polsko (POL)                       | Enrique Requeiferos · Kuba (CUB)                | Arto Nilsson · Finsko (FIN)                    | James Wallington · Spojené státy americké (USA) |
| LOH 1972 | do 63.5kg | Ray Seales · Spojené státy americké (USA)        | Angel Angelov · Bulharsko (BUL)                 | Issaka Daborg · Niger (NIG)                    | Zvonimir Vujin · Jugoslávie (YUG)               |
| LOH 1976 | do 63.5kg | Sugar Ray Leonard · Spojené státy americké (USA) | Andrés Aldama · Kuba (CUB)                      | Vladimir Kolev · Bulharsko (BUL)               | Kazimierz Szczerba · Polsko (POL)               |
| LOH 1980 | do 63.5kg | Patrizio Oliva · Itálie (ITA)                    | Serik Konakbajev · Sovětský svaz (URS)          | José Aguilar · Kuba (CUB)                      | Tony Willis · Velká Británie (GBR)              |
| LOH 1984 | do 63.5kg | Jerry Page · Spojené státy americké (USA)        | Dhawee Umponmaha · Thajsko (THA)                | Mircea Fulger · Rumunsko (ROU)                 | Mirko Puzović · Jugoslávie (YUG)                |
| LOH 1988 | do 63.5kg | Vjačeslav Janovskij · Sovětský svaz (URS)        | Grahame Cheney · Austrálie (AUS)                | Reiner Gies · Západní Německo (FRG)            | Lars Myrberg · Švédsko (SWE)                    |
| LOH 1992 | do 63.5kg | Héctor Vinent · Kuba (CUB)                       | Mark Leduc · Kanada (CAN)                       | Leonard Doroftei · Rumunsko (ROU)              | Jyri Kjäll · Finsko (FIN)                       |
| LOH 1996 | do 63.5kg | Héctor Vinent · Kuba (CUB)                       | Oktay Urkal · Německo (GER)                     | Fethi Missaoui · Tunisko (TUN)                 | Bolat Niyazymbetov · Kazachstán (KAZ)           |
| LOH 2000 | do 63.5kg | Mahammatkodir Abdoollayev · Uzbekistán (UZB)     | Ricardo Williams · Spojené státy americké (USA) | Mohamed Allalou · Alžírsko (ALG)               | Diógenes Luña · Kuba (CUB)                      |
| LOH 2004 | do 64kg   | Manus Boonjumnong · Thajsko (THA)                | Yudel Johnson Cedeno · Kuba (CUB)               | Boris Georgiev · Bulharsko (BUL)               | Ionuţ Gheorghe · Rumunsko (ROU)                 |
| LOH 2008 | do 64kg   | Manuel Félix Díaz · Dominikánská republika (DOM) | Manus Boonjumnong · Thajsko (THA)               | Roniel Iglesias · Kuba (CUB)                   | Alexis Vastine · Francie (FRA)                  |
| LOH 2012 | do 64kg   | Roniel Iglesias · Kuba (CUB)                     | Denys Berinchyk · Ukrajina (UKR)                | Vincenzo Mangiacapre · Itálie (ITA)            | Uranchimegiin Mönkh-Erdene · Mongolsko (MGL)    |
| LOH 2016 | do 64kg   | Fazliddin Gaibnazarov · Uzbekistán (UZB)         | Lorenzo Sotomayor · Ázerbájdžán (AZE)           | Vitaly Dunaytsev · Rusko (RUS)                 | Artem Harutyunyan · Německo (GER)               |

### Lehkotěžká váha
| Rok      | Kategorie | Zlato                                          | Stříbro                                        | Bronz                                         | Bronz                                                 |
| -------- | --------- | ---------------------------------------------- | ---------------------------------------------- | --------------------------------------------- | ----------------------------------------------------- |
| LOH 1952 | do 71kg   | László Papp · Maďarsko (HUN)                   | Theunis van Schalkwyk · Jihoafrická unie (RSA) | Eladio Herrera · Argentina (ARG)              | Boris Tišin · Sovětský svaz (URS)                     |
| LOH 1956 | do 71kg   | László Papp · Maďarsko (HUN)                   | José Torres · Spojené státy americké (USA)     | John McCormack · Velká Británie (GBR)         | Zbigniew Pietrzykowski · Polsko (POL)                 |
| LOH 1960 | do 71kg   | Wilbert McClure · Spojené státy americké (USA) | Carmelo Bossi · Itálie (ITA)                   | William Fisher · Velká Británie (GBR)         | Boris Lagutin · Sovětský svaz (URS)                   |
| LOH 1964 | do 71kg   | Boris Lagutin · Sovětský svaz (URS)            | Joseph Gonzales · Francie (FRA)                | Józef Grzesiak · Polsko (POL)                 | Nojim Maiyegun · Nigérie (NGR)                        |
| LOH 1968 | do 71kg   | Boris Lagutin · Sovětský svaz (URS)            | Rolando Garbey · Kuba (CUB)                    | John Baldwin · Spojené státy americké (USA)   | Günther Meier · Západní Německo (FRG)                 |
| LOH 1972 | do 71kg   | Dieter Kottysch · Západní Německo (FRG)        | Wiesław Rudkowski · Polsko (POL)               | Alan Minter · Velká Británie (GBR)            | Peter Tiepold · Německá demokratická republika (GDR)  |
| LOH 1976 | do 71kg   | Jerzy Rybicki · Polsko (POL)                   | Tadija Kačar · Jugoslávie (YUG)                | Rolando Garbey · Kuba (CUB)                   | Viktor Savčenko · Sovětský svaz (URS)                 |
| LOH 1980 | do 71kg   | Armando Martínez · Kuba (CUB)                  | Alexandr Koškin · Sovětský svaz (URS)          | Ján Franek · Československo (TCH)             | Detlef Kästner · Německá demokratická republika (GDR) |
| LOH 1984 | do 71kg   | Frank Tate · Spojené státy americké (USA)      | Shawn O'Sullivan · Kanada (CAN)                | Christophe Tiozzo · Francie (FRA)             | Manfred Zielonka · Západní Německo (FRG)              |
| LOH 1988 | do 71kg   | Park Si-Hun · Jižní Korea (KOR)                | Roy Jones, Jr. · Spojené státy americké (USA)  | Ray Downey · Kanada (CAN)                     | Richie Woodhall · Velká Británie (GBR)                |
| LOH 1992 | do 71kg   | Juan Carlos Lemus · Kuba (CUB)                 | Orhan Delibaş · Nizozemsko (NED)               | György Mizsei · Maďarsko (HUN)                | Robin Reid · Velká Británie (GBR)                     |
| LOH 1996 | do 71kg   | David Reid · Spojené státy americké (USA)      | Alfredo Duvergal · Kuba (CUB)                  | Jermachan Ibraimov · Kazachstán (KAZ)         | Karim Tulaganov · Uzbekistán (UZB)                    |
| LOH 2000 | do 71kg   | Jermachan Ibraimov · Kazachstán (KAZ)          | Marian Simion · Rumunsko (ROU)                 | Jermain Taylor · Spojené státy americké (USA) | Pornchai Thongburan · Thajsko (THA)                   |